# Augusto César Lendoiro
Joaquín Augusto César Lendoiro (Corcubión, la Corunya, 6 de juny de 1945) és un dirigent esportiu i polític gallec. Va ser president del Deportivo de la Corunya entre 1988 i 2014.

## Biografia

### Àmbit esportiu
Va començar molt aviat al món de l'esport. Quan només tenia 15 anys ja va ser president de l'Ural, un club de futbol aficionat de la Corunya, i va ser un dels fundadors del Hockey Club Liceo, amb el qual va guanyar diversos campionats d'Espanya, Europa i del Món.
Posteriorment va ser president de l'Español de Santa Lucía, i el 1988 va assumir la presidència del Deportivo de la Corunya, en un moment de profunda crisi, tant esportiva (amb l'equip a prop del descens a Segona B) com econòmica, amb un deute proper als 500 milions de pessetes. Aquell any el club va salvar la categoria i va començar un ascens esportiu que tindria el seu major esplendor als anys 2000.
A la temporada 1991-92, el Deportivo tornava a Primera Divisió, categoria a la que s'ha mantingut 20 anys consecutius amb Lendoiro com a president. La seva presidència, molt discutida des d'alguns sectors, està plagada d'èxits esportius, aconseguint els primers títols de l'equip (una Lliga, dues Copes i tres Supercopes) i també grans actuacions a la Lliga de Campions de la UEFA (arribant a unes semifinals), gaudint del joc d'alguns dels millors jugadors del món, com Bebeto, Mauro Silva, Rivaldo o Valerón.
Tot i això, el fort deute acumulat pel club durants els més de vint anys del seu mandat, unit a les males relacions amb poders econòmics i polítics de la ciutat de la Corunya, van provocar que hi hagués un fort sector crític amb Lendoiro, que intentava fer pressió perquè abandonés la presidència.
El 22 de desembre de 2013, els accionistes no van aprovar els comptes presentats per Lendoiro per primer cop en els seus 25 anys de mandat. Dos dies més tard va anunciar que retirava la seva candidatura a les eleccions de la presidència del club i el 21 de gener de 2014 va ser substituït en el seu càrrec per Tino Fernández.

### Política
Llicenciat en Dret, Lendoiro també es va sentir atret per l'activitat política, compatibilitzant durant molts anys la gestió esportiva amb diferents càrrecs públics i dins del Partit Popular. El 1987 va sortir escollit conseller de la Corunya pel PP, va ser senador (1989-1990), secretari general de l'esport a la Xunta de Galícia, diputat al Congrés dels Diputats (1993-1995), candidat a l'alcaldia de la Corunya el 1991 i 1995, i president de la Diputació de la Corunya (1995-1999). Actualment està retirat de la seva vida política.